# Гиалуроновая кислота
Гиалуро́новая кислота́, гиалурона́н, гиалурона́т (сокр. ГК) — линейный гетерополисахарид, несульфированный гликозаминогликан, входящий в состав соединительной, эпителиальной и нервной тканей. От других гликозаминогликанов, присутствующих в организме человека,  гиалуронан отличается высокой молекулярной массой и тем, что он не сульфонирован и не подвергается модификации после синтеза в организме. Гиалуронан — единственный гликозаминогликан, находящийся в свободном состоянии в промежуточном веществе межклеточного пространства дермы, а также в соединительной ткани всех позвоночных.
Гиалуроновая кислота является одним из основных компонентов внеклеточного матрикса, содержится во многих биологических жидкостях (слюне, синовиальной жидкости и др.). Принимает значительное участие в пролиферации и миграции клеток. Продуцируется некоторыми бактериями (напр. Streptococcus). В теле человека весом 70 кг в среднем содержится около 15 граммов гиалуроновой кислоты, треть из которой преобразуется (расщепляется или синтезируется) каждый день.
Инъекции гиалуроновой кислоты — наиболее часто применяемые в косметологии процедуры.

## Функции
Гиалуроновая кислота — важный компонент суставного хряща, в котором присутствует в виде оболочки каждой клетки (хондроцита). При связывании гиалуроновой кислоты с мономерами аггрекана в присутствии связующего белка, в хряще формируются крупные отрицательно заряженные агрегаты, поглощающие воду. Эти агрегаты отвечают за упругость хряща (устойчивость его к компрессии). Молекулярная масса (длина цепи) гиалуроновой кислоты в хряще уменьшается с возрастом организма, при этом общее её содержание увеличивается.

## Структура
Структура гиалуроновой кислоты была установлена в 1930-х годах в лаборатории Карла Майера (Karl Meyer).
Молекула гиалуроновой кислоты представляет собой линейный полимер дисахаридного фрагмента гиалобиуроновой кислоты (основа полимера – дисахарид из пары D-глюкуронида-β-(1,3)-(N-ацетил)-глюкозамина, соединённых β(1→4)-гликозидной связью). Иначе – это поли-(2-ацетамидо-2-дезокси-D-глюко)-D-глюкуроногликан, то есть полимер, состоящий из остатков D-глюкуроновой кислоты и D-N-ацетилглюкозамина, соединённых поочерёдно β-1,4- и β-1,3-гликозидными связями.
Молекула гиалуроновой кислоты может содержать до 25 000 дисахаридных звеньев. Природная гиалуроновая кислота имеет молекулярную массу от 5000 до 20 000 000 дальтон. Средняя молекулярная масса полимера, содержащегося в синовиальной жидкости у человека составляет 3 140 000 дальтон.
Молекула гиалуроновой кислоты является энергетически стабильной в частности благодаря стереохимии составляющих её дисахаридов. Объёмные заместители пиранозного кольца находятся в стерически выгодных положениях, в то время как меньшие по размеру атомы водорода занимают менее выгодные аксиальные позиции.
Гиалуронан не имеет изомеров, это вещество вне зависимости от источника (организма) происхождения имеет одинаковый состав и различается только молекулярной массой.
Размер (длина) молекул гиалуронана значительно превышает размеры молекул других гликозаминогликанов. В водном растворе средний продольный размер макромолекулы гиалуронана с молекулярной массой 2 500 000 Да превышает 10 мкм. Длина этой молекулы приблизительно равна диаметру эритроцита человека и значительно больше среднего размера бактерий.
Гиалуронан гидрофилен. Гидрофильные свойства молекуле гиалуроновой кислоты обусловлены наличием в ней карбоксильных, гидроксильных и ацетоамидных групп.
В тканях молекулы гиалуронана образуют сетчатую структуру и формируют межклеточный матрикс.

## Биосинтез
Синтез молекул гиалуроновой кислоты осуществляется с помощью ферментов — гиалуронансинтазами (HA-synthase, HAS), семейством интегральных мембранных белков, которые синтезируют чётко определённые, однородные по длине цепи, характерные для молекул гиалуроната. В организмах позвоночных существует три типа HAS: HAS1, HAS2, HAS3; каждый из них способствует удлинению полимера ГК. Для создания капсулы гиалуроната должны присутствовать эти ферменты, поскольку они полимеризуют предшественники UDP-сахарá в молекулы ГК. Предшественники ГК синтезируются путём предварительного фосфорилирования глюкозы гексокиназой с образованием глюкозо-6-фосфата, который является основным прекурсом (предшественником) ГК. Затем используются два пути синтеза UDP-N-ацетилглюкозамина и UDP-глюкуроновой кислоты, которые оба вступают в реакцию с образованием молекул ГК. Глюкозо-6-фосфат превращается либо во фруктозо-6-фосфат с помощью фосфоглюкоизомеразы, либо в глюкозо-1-фосфат с помощью фосфоглюкомутазы, причём оба метаболита (Ф-6-Ф и Г-1-Ф) подвергаются различным реакциям.

### Синтез UDP-глюкуроновой кислоты
Уридиндифосфат-глюкуроновая кислота (UDP-глюкуроновая кислота) образуется с помощью UDP-глюкозопирофосфорилазы, которая переносит молекулу UDP от UTP на глюкозо-1-фосфат, превращая в UDP-глюкозу, которая затем вступает в реакцию окисления UDP-глюкозодегидрогеназой (NAD+-зависимая), с образованием UDP-глюкуроновой кислоты.

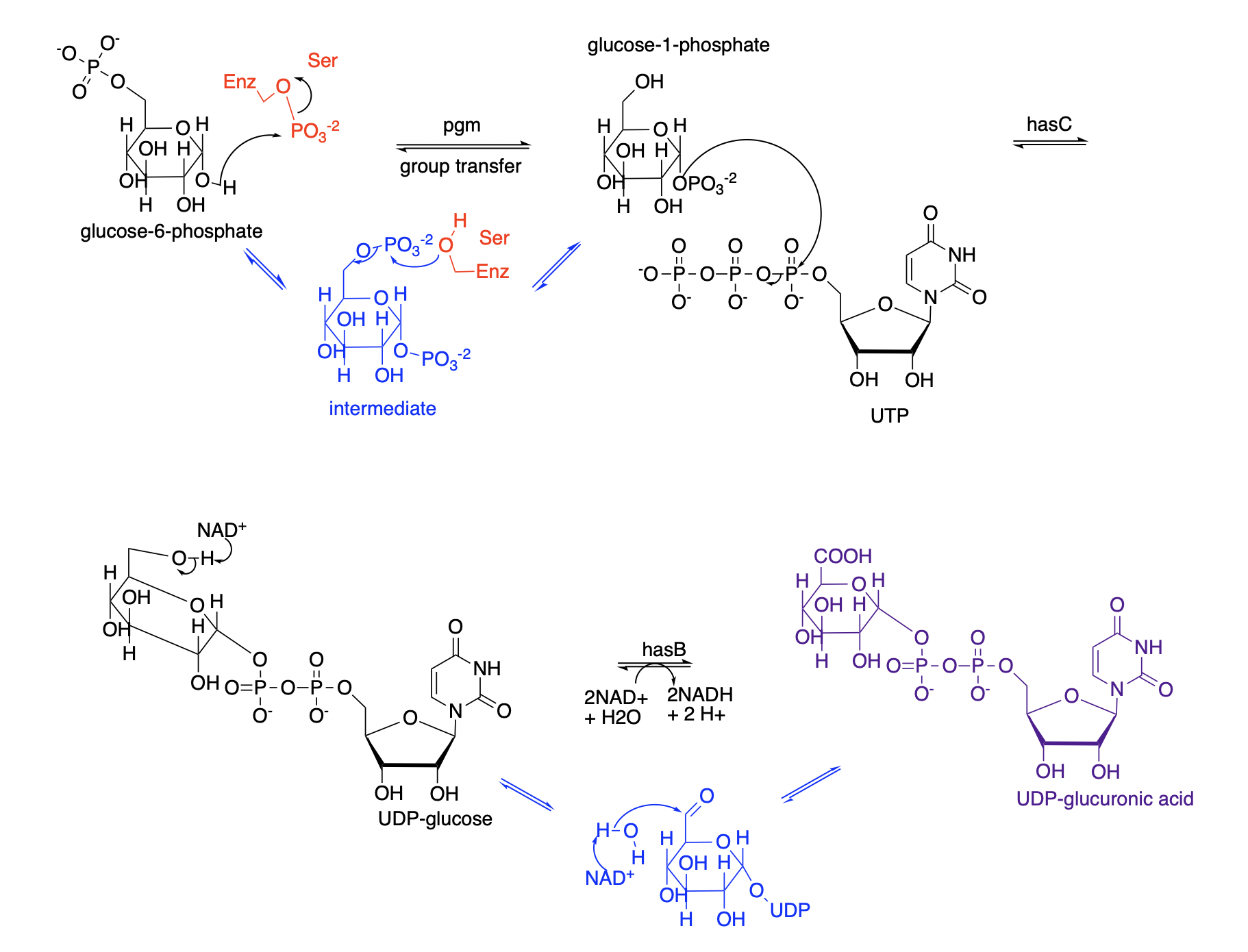
Синтез UDP-глюкуроновой кислоты.

### Синтез UDP-N-ацетилглюкозамина
Дальнейший путь превращения фруктозо-6-фосфата протекает в сторону образования глюкозамина-6-фосфата, реакцию катализирует фермент амидотрансфераза (переносит NH2-группу от молекулы L-глутамина на фруктозо-6-фосфат). Затем мутаза вступает в реакцию с данным продуктом (изомеризация) с образованием глюкозамина-1-фосфата. Далее ацетилтрансфераза преобразует его в N-ацетилглюкозамин-1-фосфат (ацетилирование NH2-группы), и, наконец, пирофосфорилаза путём переноса UDP от UTP, превращает этот продукт в молекулы UDP-N-ацетилглюкозамина.

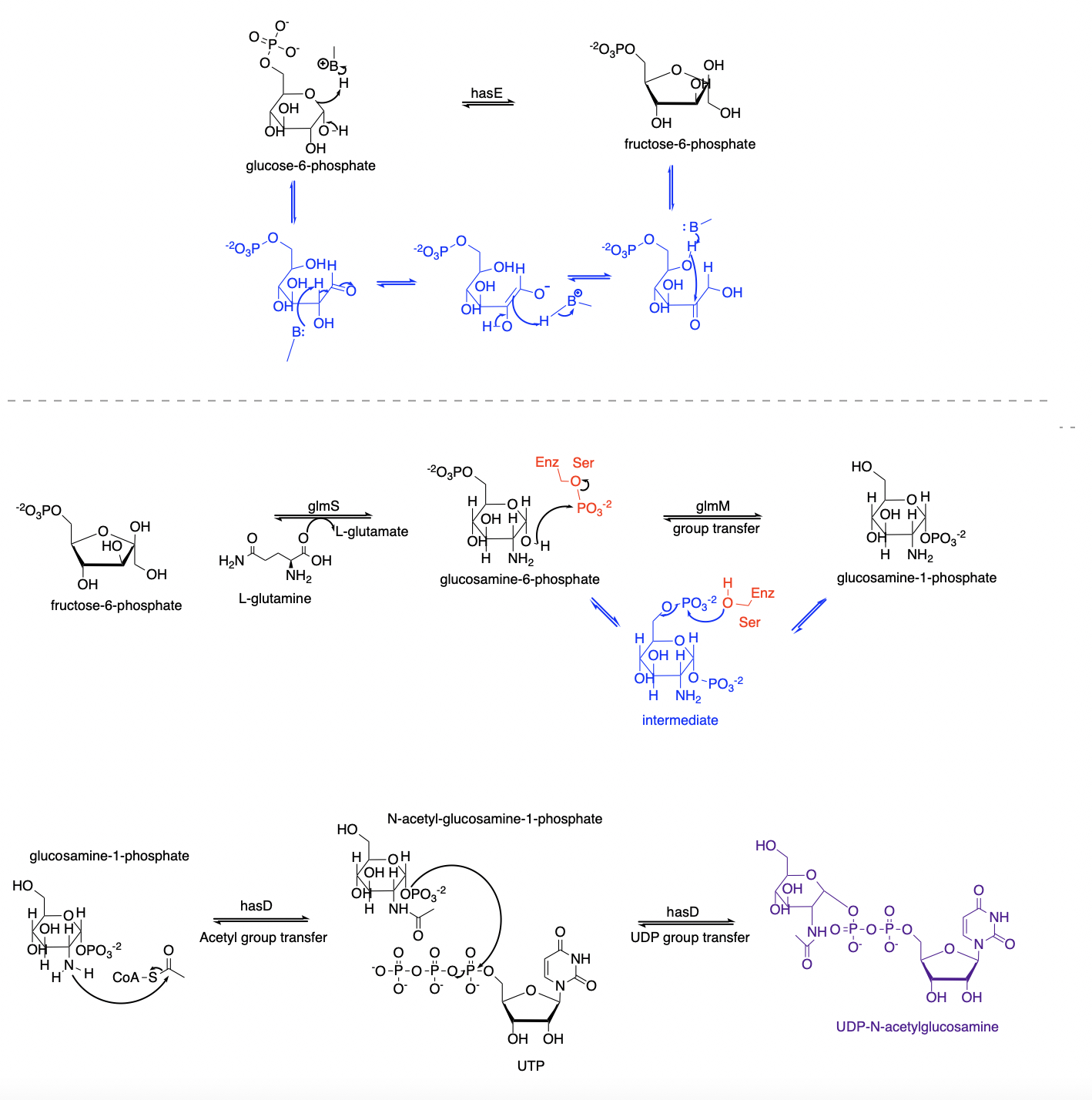
Синтез UDP-N-ацетилглюкозамина из предшественников.

### Объединение UDP-глюкуроновой кислоты и UDP-N-ацетилглюкозамина
Молекулы UDP-глюкуроновой кислоты и UDP-N-ацетилглюкозамина связываются вместе, с помощью гиалуронансинтазы, образуя гиалуроновую кислоту, таким образом завершая синтез.

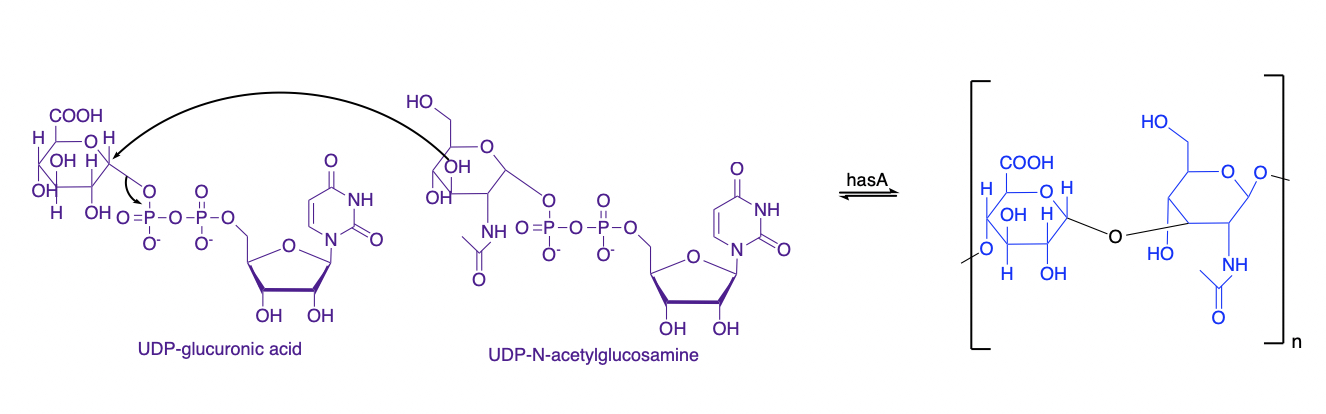
Синтез ГК из UDP-глюкуроновой кислоты и UDP-N-ацетилглюкозамина.

## Биодеградация
Гиалуроновая кислота деградируется семейством ферментов, называемых гиалуронидазами. В организме человека существуют по меньшей мере семь типов гиалуронидазоподобных ферментов, некоторые из которых являются супрессорами опухолеобразования. Продукты разложения гиалуроновой кислоты (олигосахариды и крайне низкомолекулярные гиалуронаты) проявляют проангиогенные свойства. Кроме того, недавние исследования показали, что фрагменты гиалуроновой кислоты, в отличие от исходного высокомолеколекулярного полисахарида, способны индуцировать воспалительный ответ в макрофагах и дендритных клетках при повреждениях тканей и отторжении трансплантированной кожи.

## Применение
Гиалуроновая кислота — наиболее часто используемый в косметологии инъекционный препарат.
Также гиалуроновая кислота используется в качестве вспомогательной среды для переноса эмбрионов при вспомогательных репродуктивных технологиях, в качестве жидкости для обработки язв ног и пролежней, при лечении (как перорально, так и инъекционно) заболеваний суставов. Все эти методы применения гиалуроновой кислоты объединяет низкое качество как исследований эффективности, так и побочных эффектов. Большинство исследований, показавших эффективность, произведены на малых группах, положительные эффекты отмечены не во всех исследованиях и снижаются в тех из них, где уменьшается вероятность систематической ошибки .
Существует множество исследований применения гиалуроновой кислоты при различных болезнях суставов, но все они отличаются малой выборкой и слабым контролем побочных эффектов, особенно плохо обстоит дело с наблюдением за потенциально возможными долговременными побочными эффектами. Несмотря на то, что по большей части исследования лечения дисплазии, остеоартрозов и прочих заболеваний суставов с помощью гиалуроновой кислоты показывают успешные данные, ни одно на 2023 год исследование не является высококачественным и заслуживающим абсолютного доверия (и, кроме того, исследования могут быть сознательно ангажированными).
По данным систематического обзора и метаанализа, опубликованного в 2012 году в Annals of Internal Medicine, внутрисуставные инъекции гиалуроновой кислоты приносят небольшую, клинически несущественную пользу и обусловливают значительный риск потенциальных побочных эффектов. Согласно кокрановскому обзору 2015 года, не существует качественных исследований эффективности гиалуроновой кислоты при остеоартрите голеностопного сустава: имеющиеся клинические испытания применения гиалуроновой кислоты при этом заболевании низкокачественные (с малым числом участников). В среднем испытуемые оценивали улучшение физического состояния и уменьшение боли как на 12% большее, чем при эффекте плацебо. В связи с этим «инъекции гиалуроновой кислоты могут быть условно рекомендованы после выявленной неудачи использования простых анальгетиков».
Исследования перорального использования гиалуроновой кислоты в качестве профилактики и лечения болезней суставов у человека и домашних животных на 2023 год ещё меньше по размеру выборки и качеству исследования (в отличие от больших исследований аналогов-гликозамингликанов: хондроитинсульфатов и глюкозамина сульфатов, по которым можно судить об их неэффективности, несмотря на десятилетия их традиционного использования)
Также гиалуроновая кислота применяется в препаратах искусственной слезы.

## Происхождение названия
Название «гиалуроновая кислота» этому веществу было дано в 1934 году Карлом Мейером (нем. Karl Meyer) и Дж. Палмером (J. W. Palmer), которые впервые выделили его из стекловидного тела глаза. Название происходит от греч. hyalos — стекловидный и уроновая кислота.
Сопряжённое основание для гиалуроновой кислоты носит название гиалуронат. Поскольку молекула полимера в организме обычно существует в промежуточной полианионной форме, многие авторы считают более корректным использование термина гиалуронан.